# Delcorf

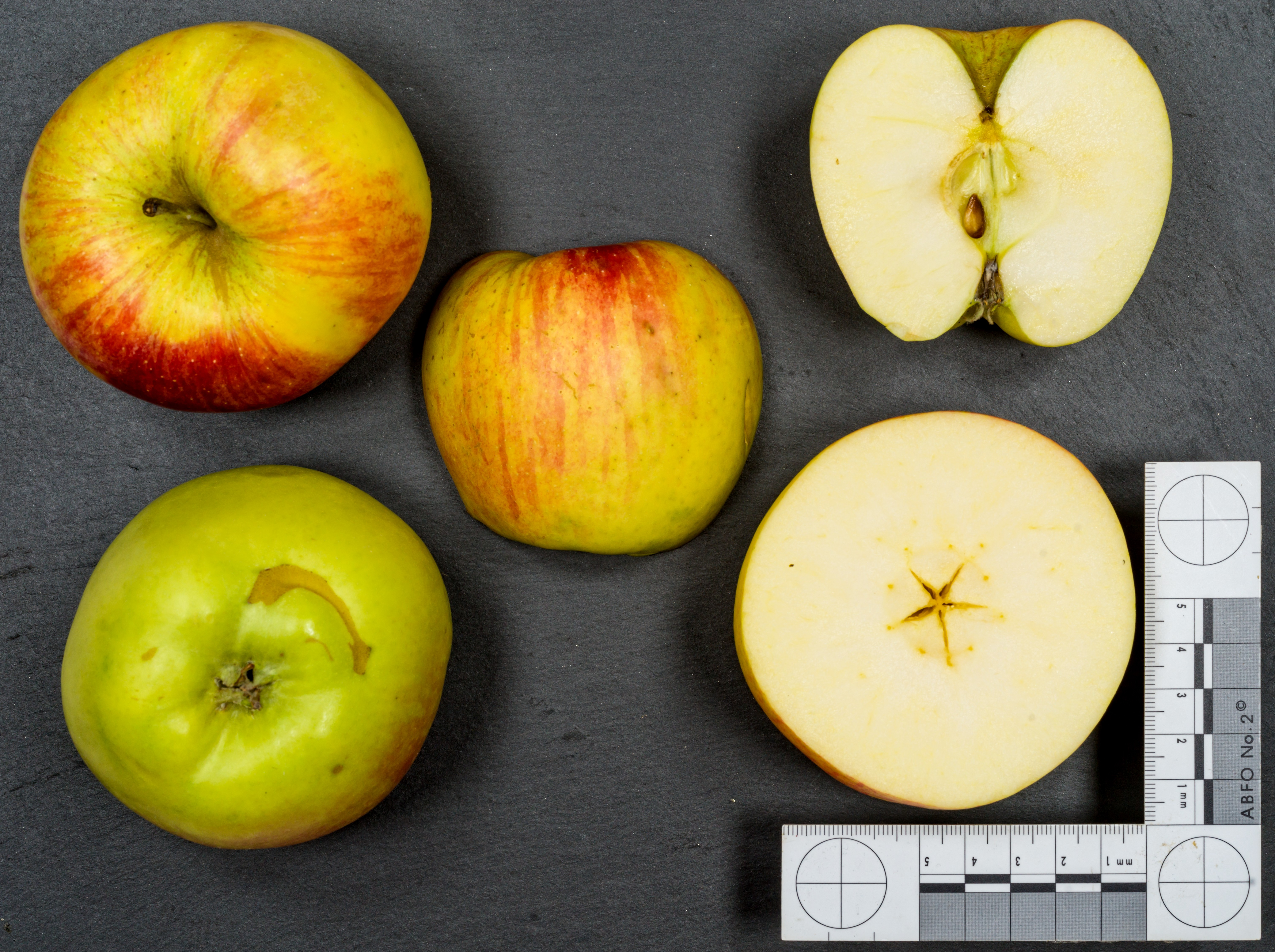
Ansichten der Frucht und Querschnitte

Delcorf – auch bekannt unter dem Markennamen Delbarestivale, meistens als Delba oder Delbar abgekürzt – ist eine Sorte des Kulturapfels.
Der Sommerapfel spielt eine wichtige Rolle im Ertragsanbau als Frühsorte. Die Erntezeit ist in Deutschland zwischen Ende August und Anfang September. Delcorf wurde in der Baumschule Delbard in der Gemeinde Malicorne / Kanton Commentry in Frankreich aus einer Kreuzung von Stark Jon Grimes und Golden Delicious entwickelt, und seit 1982 verbreitet.

## Beschreibung
Es handelt sich um einen meist als Tafelapfel verwendeten Sommerapfel, der ab Mitte August reif und bis Oktober/November lagerfähig ist.
Die Früchte sind von mittlerer bis großer Größe, hoch gebaut und oft walzenförmig. Sie haben eine glatte Schale mit grüngelber Grundfarbe und auf der von der Sonne beschienenen Seite rötliche Streifen. Der Geschmack ist aromatisch, süß-mildsäuerlich.
Der starkwüchsige Baum verzweigt sich nur schwach und bildet dabei steile Äste aus. Er neigt stark zur Alternanz.
Die Sorte wird hauptsächlich zum Erwerb angebaut. Aufgrund ihrer Krankheitsanfälligkeit (Schorf, Mehltau, Spinnmilben etc.) ist die Sorte für den extensiven Anbau (z. B. im Hausgarten) nicht geeignet.
Delcorf muss in mehreren Durchgängen geerntet werden. Die Lagerfähigkeit ist für eine frühe Sorte vergleichsweise gut.

## Mutanten
Es gibt mit Ambassy, Celeste, Bruggers Festivale, Eversdijk, Monidel, Apache und Sissired einige Mutanten von Delbarestivale, die in ihren Eigenschaften abweichen.